# Duarte Galvão

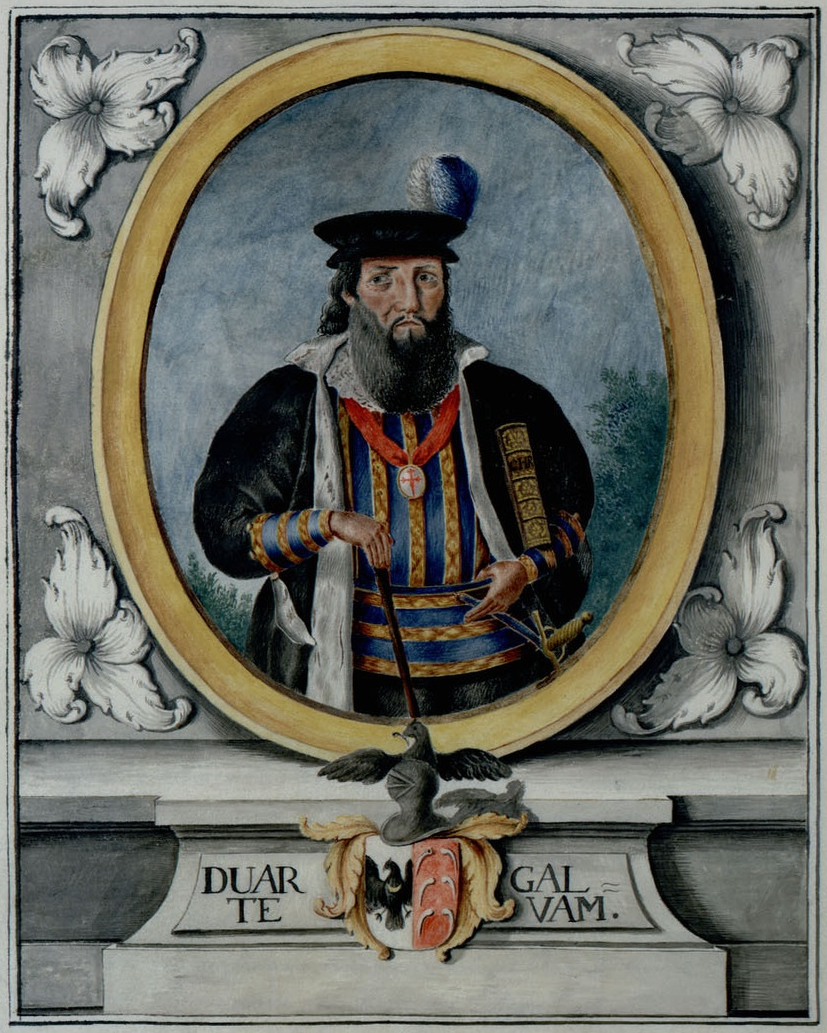
Duarte Galvão

Duarte Galvão (in het Latijn Eduardus Gualvam, Évora 1438 of 1445 of 1446-Kamaran 1517) was een Portugees historicus en diplomaat aan het hof van Alfons V, Johan II en Emanuel I van Portugal. Tijdens de Vlaamse Opstand tegen Maximiliaan (1483-1492) zette hij vredesbesprekingen op touw tussen de Vlaamse opstandelingen en Keizer Maximiliaan I.

## Leven
Duarte Galvão volgde Fernão Lopes op als koninklijke kroniekschrijver. In zijn werk werd hij beïnvloed door de denkbeelden van Joachim van Fiore, de idealen van de Culto do Divino Espírito Santo ('De verering van de Heilige Geest') en het idee van het Vijfde Rijk. 
Als adviseur en secretaris van koning Alfons V en Johan II maakte Duarte Galvão diplomatieke reizen naar paus Alexander VI, keizer Maximiliaan I en het Franse hof. Tijdens de regeerperiode van Emanuel I van Portugal zette hij zijn werk als adviseur en ambassadeur voort. In 1515 - Duarte Galvão liep al tegen de zeventig - stond hij aan het hoofd van een diplomatieke delegatie naar Ethiopië. Duarte Galvão stierf tijdens de reis, op het eiland Kamaran in de Rode Zee, nog voordat hij zijn bestemming had bereikt.

## Werken
Duarte Galvão's bekendste werk is de kroniek over Alfonso Henriques, de eerste koning van Portugal.
- Chronica do Muito Alto e Muito Esclarecido Príncipe D. Afonso Henriques, Primeiro Rey de Portugal ('Kroniek van de verheven en doorluchte Vorst Alfonso Henriques, de eerste koning van Portugal', 1505).

Ook schreef hij twee Latijnse brieven, één aan de Staten van Brabant en één aan de hofmeester van Filips van Kleef. Met deze brieven mengde het Portugese hof zich in het meningsverschil tussen de Drie Leden van Vlaanderen en edelen als Filips van Kleef die hun kant kozen enerzijds, en Maximiliaan I anderzijds. Duarte Galvão roept de Vlaamse opstandelingen op om zich over te geven aan Maximiliaan I.
- Epistola ad status Brabantiae et Flandriae eos tandem ad pacem exhortans ('Een brief aan de Staten van Brabant en Vlaanderen die hen aanspoort vrede te sluiten', na 5 december 1489).
- Epistola ad Petrum Damas in detractores et pacis perturbatores responsionem continens ('Een brief aan Peter Damas met daarin een weerwoord tegen de kleineerders en verstoorders van de vrede', na 5 december 1489).